# Пентапалладийнеодим
Пентапалладийнеодим — бинарное неорганическое соединение
палладия и неодима
с формулой NdPd5,
кристаллы.

## Получение
- Сплавление стехиометрических количеств чистых веществ:

{\displaystyle {\mathsf {5Pd+Nd\ {\xrightarrow {1127^{o}C}}\ NdPd_{5}}}}

## Физические свойства
Пентапалладийнеодим образует кристаллы
ромбической сингонии,
 
параметры ячейки a = 0,5267 нм, b = 0,9219 нм, c = 2,570 нм,
структура типа пентаплатинасамарий SmPt5
.
Соединение образуется по перитектической реакции при температуре 1127°С (1145°С)